# Jewgenija Grigorjewna Sinurowa
Jewgenija Grigorjewna Sinurowa (russisch Евгения Григорьевна Зинурова, engl. Transkription Yevgeniya Zinurova; * 16. November 1982 in Slatoust) ist eine russische Mittelstreckenläuferin, die sich auf die 800-Meter-Distanz spezialisiert hat.
2010 und 2011 wurde sie Russische Vizemeisterin in der Halle. Bei den Hallenweltmeisterschaften 2010 in Doha wurde sie Sechste, bei den Halleneuropameisterschaften 2011 in Paris gewann sie Gold.
Im Juli 2012 wurde Jewgenija Sinurowa wegen auffälliger Blutwerte, die auf Doping schließen lassen, vom russischen Leichtathletikverband für zwei Jahre gesperrt. Der Hallen-EM-Titel 2011 wurde aberkannt. Die IAAF hatte sie deswegen schon 2011 bis zum 12. September 2013 gesperrt gehabt.

## Persönliche Bestzeiten
- 800 m: 1:58,04 min, 17. Juli 2008, Kasan
  - Halle: 1:58,65 min, 14. Februar 2010, Moskau
- 1000 m (Halle): 2:36,32 min, 6. Februar 2011, Moskau
- 1500 m: 4:10,26 min, 25. Juli 2009, Tscheboksary
  - Halle: 4:15,65 min, 18. Januar 2011, Moskau